# Мадейрански гълъб
Мадейрански гълъб (Columba trocaz) е вид птица от семейство Гълъбови (Columbidae). Видът е незастрашен от изчезване.

## Разпространение
Разпространен е в Португалия. Днес има около 5 000 ексемпляра. Преди вида е бил пред изчезване, но местността е станала защитена област и броя на този вид се увиличил.